# Gendarmeria
Gendarmeria és un nom genèric per designar una força de policia amb organització militar present a alguns països.

## Europa
- Àustria
- Bèlgica, erigida durant l'ocupació francesa el 1796. Es va desmilitaritzar el 1992 i passar del Ministeri de defensa al Ministeri d'interior. A la fi de 2000 va fusionar amb la policia civil en una reorganització major de tota la policia.[2][3]
- Creta
- Espanya, Guàrdia Civil Espanyola
- França, Gendarmeria Nacional Francesa
- Països Baixos, Koninklijke Marechaussee
- Itàlia, Carabinieri Italians
- Portugal, Guàrdia Nacional Republicana portuguesa
- Romania
- Turquia, Jandarma

## Amèrica
- Argentina, Gendarmeria Nacional Argentina
- Brasil, Policia Militar
- Canadà, Policia Montada del Canadà
- Xile, Carrabiners de Xile